# Robin Hood: Początek
Robin Hood: Początek (ang. Robin Hood) – amerykański film przygodowy z 2018 roku w reżyserii Otto Bathursta, wyprodukowany przez wytwórnię Lionsgate. Główne role w filmie zagrali Taron Egerton, Jamie Foxx, Ben Mendelsohn, Eve Hewson, Tim Minchin i Jamie Dornan.
Premiera filmu odbyła się w Stanach Zjednoczonych 21 listopada 2018. Tydzień później, 29 listopada, obraz trafił do kin na terenie Polski.

## Fabuła
Robin z Loxley (Taron Egerton) po wojnach krzyżowych wraca w rodzinne strony i odkrywa, że Szeryf z Nottingham (Ben Mendelsohn) skonfiskował jego ziemie i zamek. Na dodatek Marion (Eve Hewson) uwierzyła w pogłoski o śmierci Robina i poślubiła innego. Młody szlachcic postanawia odzyskać ukochaną i majątek oraz walczyć o prawa podwładnych okrutnego Szeryfa. Robin rozpoczyna treningi pod okiem Małego Johna (Jamie Foxx).

## Obsada
- Taron Egerton jako Robin z Loxley
- Jamie Foxx jako Mały John
- Ben Mendelsohn jako Szeryf z Nottingham
- Eve Hewson jako Marion
- Tim Minchin jako Braciszek Tuck
- Jamie Dornan jako Will Szkarłatny
- F. Murray Abraham jako kardynał
- Paul Anderson jako Guy z Gisborne

## Produkcja
Zdjęcia powstały m.in. w Chorwacji (Dubrownik, Završje i linia kolejowa Parenzana w żupanii istryjskiej).

## Odbiór

### Zysk
Z dniem 26 listopada 2018 roku film Robin Hood: Początek zarobił 14,9 milionów dolarów w Stanach Zjednoczonych i Kanadzie oraz 9,1 miliona dolarów w pozostałych państwach; łącznie 24 miliony dolarów w stosunku do budżetu produkcyjnego 100 milionów dolarów.

### Krytyka
Film Robin Hood: Początek spotkał się z negatywną reakcją krytyków. W serwisie Rotten Tomatoes 17% ze stu ośmiu recenzji filmu jest pozytywne (średnia ocen wyniosła 3,8 na 10). Na portalu Metacritic średnia ocen z 26 recenzji wyniosła 33 punkty na 100.